# Римшевич, Илмар
Илмар Римшевич (латыш. Ilmārs Rimšēvičs; род. 30 апреля 1965, Рига) — латвийский экономист, президент Банка Латвии с 2001 по 2019 год.

## Биография
Окончил Рижский технический университет в 1990 году, получив степень бакалавра экономики и международной торговли. В 1988—1989 году обучался в университете Сент-Лоренс (США). В 1992 году получил степень MBA в университете Кларксон (США).
В 1989—1990 году был заместителем председателя экономического комитета Народного фронта. С 1990 по 1992 год занимал руководящие посты в Латвийском земельном банке. С 1992 года — заместитель президента Банка Латвии, с 20 декабря 2001 года занимает должность президента. На эту должность переназначался дважды: в 2007 и 2013 годах.
17 февраля 2018 года был задержан Бюро по предотвращению и борьбе с коррупцией по подозрению в вымогательстве взятки государственным должностным лицом,
в группе по предварительному сговору и посредничестве при передаче взятки. Вечером 19 февраля, по истечении допустимого 48-часового срока задержания, был освобождён под залог в €100 тысяч.

## Награды
- 5 декабря 2005 года награждён орденом Креста земли Марии II класса[4]
- 22 апреля 2014 года награжден Орденом Трёх звёзд III степени[5][1]
- 23 марта 2015 года награжден Орденом Почётного легиона[1]